# Ethel Scull 36 Times
Ethel Scull 36 Times (en français : Ethel Scull 36 fois) est une sérigraphie sur toile de l'artiste américain Andy Warhol réalisée en 1963. L'œuvre est actuellement exposé au Whitney Museum of American Art et fait partie des collections du Metropolitan Museum of Art et du Whitney Museum of American Art. Il s'agit de la première œuvre de commande de Warhol,,.
 Elle se compose de quatre rangées de neuf colonnes, représentant Ethel Redner Scull (en), une célèbre collectionneuse d'art moderne.

## Ethel et Robert Scull
Ethel Scull (en) (née Redner) est née en 1921 dans le quartier du Bronx à New York. Son père était un riche propriétaire de compagnie de taxi.
Robert Scull (en) est né à New York de parents immigrés russes qui avaient anglicisé leur nom de famille d'origine Sokolnikoff. Il a passé son enfance dans le Lower East Side de Manhattan. Son intérêt pour l'art moderne a commencé lorsqu'il a visité le Metropolitan Museum of Art à l'âge de dix ans.
Ethel Redner a rencontré Robert Scull, qui était alors illustrateur indépendant, lorsqu'elle étudiait à la Parsons School of Design. Ils se marièrent en 1944. Lorsque le père d'Ethel prit sa retraite, il distribua des parts de son entreprise à ses trois gendres. Robert Scull en est l'un des bénéficiaires, et construit une entreprise prospère.
Robert Scull a acheté toutes les œuvres de la première exposition de Jasper Johns. Ethel Scull 36 Times fut le cadeau de Robert Scull à Ethel Scull pour son 42ème anniversaire. Interrogé par un journaliste sur les accusations selon lesquelles sa femme et lui achèteraient des œuvres d'art pour investir et pour s'élever dans la société, Robert Scull a répondu : 

« C'est tout à fait vrai. Je préfère utiliser l'art pour l'ascension sociale qu'autre chose. »

## Création
Au début de 1963, Robert Scull a demandé à Warhol de peindre un portrait de sa femme dans le style du Diptyque Marilyn et de ses autres représentations de Marilyn Monroe,. À l'époque, la renommée des Sculls était à son apogée. Warhol a emmené Ethel Scull dans un  photomaton de Times Square et lui a demandé de prendre 300 photos d'elle en noir et blanc. Warhol lui racontait des blagues dans le but de rendre ses photos plus spontanées. Une bande photographique colorée à la main de la séance se trouve dans la collection du J. Paul Getty Museum.

## Contexte

### Portrait
On rapporte que Warhol a réalisé environ 1 000 portraits, dont un grand nombre sur commande. En 1974, il accepte une commande de Gunter Sachs pour peindre Brigitte Bardot, alors épouse de Sachs, et réalise également un portrait de Sachs lui-même. Parmi les autres œuvres commandées figure un portrait de Lana Turner réalisé en 1985 et payé par l'actrice elle-même.
Ethel Scull 36 Times a été le premier portrait commandé à Warhol et le point de départ de son activité consistant à réaliser des portraits à la demande de riches célébrités,.

### Méthode de production
Les portraits de personnalités réalisés par Warhol sont souvent créés à partir de photographies qu'il trouve dans la presse écrite. Ainsi une affiche de film a été utilisée pour le Diptyque Marilyn. Ethel Scull 36 Times constitue la première œuvre que Warhol réalisa à partir d'images qu'il avait lui-même créées.

## Propriété de l’œuvre
Après avoir divorcé de sa femme, Robert Scull a revendiqué la propriété du tableau. Ethel Scull a quant à elle affirmé que l'œuvre d'art était un cadeau que lui avait fait son mari de l'époque et qu'elle en était la propriétaire. L'œuvre est désormais la propriété conjointe du Whitney Museum of American Art et du Metropolitan Museum of Art.